# Reaction Motors
Pour les articles homonymes, voir RMI.

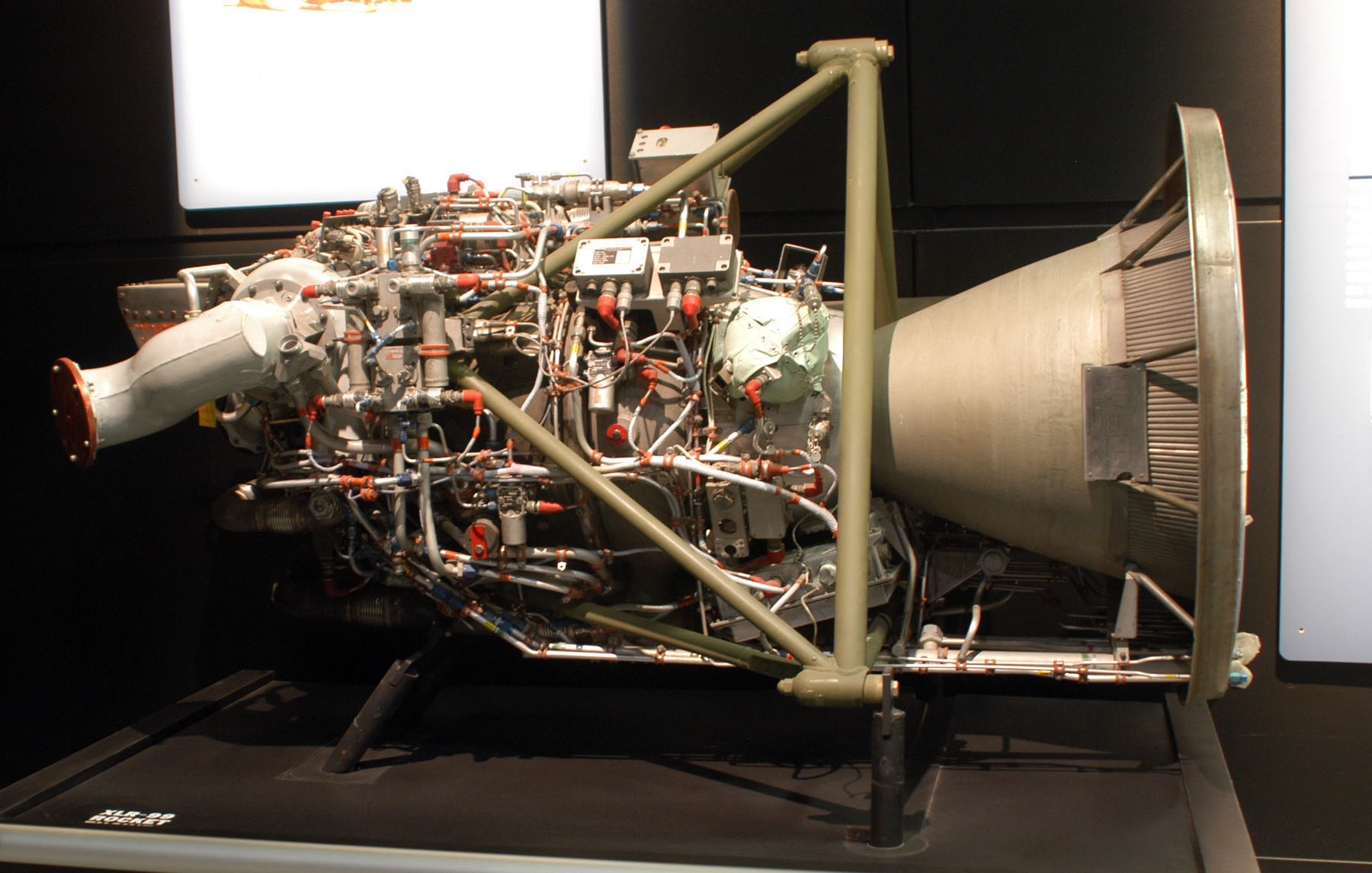
Un Reaction Motors XLR-99.

Reaction Motors Inc. (RMI) était un constructeur américain de moteurs-fusées installé dans le New Jersey. Il est entre autres connu pour avoir propulsé le Bell X-1, premier aéronef à dépasser le mur du son en 1947. L'entreprise fusionne avec Thiokol en 1958.

## Moteurs produits
- Reaction Motors XLR11
- Reaction Motors XLR10
- Reaction Motors XLR99